# Mathilda Lindholm
Mathilda Lindholm (* 17. Juli 1995) ist eine finnische Badmintonspielerin. 

## Karriere
Mathilda Lindholm wurde 2007 und 2009 finnische Juniorenmeisterin. Bei der Badminton-Jugendeuropameisterschaft gewann sie 2011 den Titel im Mixed. 2009 und 2012 siegte sie bei den Helsinki Open. 2012 nahm sie an den Badminton-Juniorenweltmeisterschaft teil. 2013 wurde sie finnische Meisterin im Damendoppel.